# Cairo Open 1977
Il Cairo Open 1977 è stato un torneo di tennis giocato sulla terra rossa. È stata la 10ª edizione del torneo che fa parte del Colgate-Palmolive Grand Prix 1977. Si è giocato a Il Cairo in Egitto dal 21 al 27 marzo 1977.

## Campioni

### Singolare maschile
François Jauffret ha battuto in finale  Frank Gebert con il punteggio di 6–3, 7–5, 6–4

### Doppio maschile
John Bartlett /  John Marks hanno battuto in finale  Pat Du Pré /  Chris Lewis con il punteggio di 7–5, 6–1, 6–3